# Fiat G.91Y
Fiat (později Aeritalia) G.91Y byl italský útočný, taktický průzkumný a stíhací-bombardovací letoun, který poprvé vzlétl v roce 1966. Podobal se svému předchůdci, Fiat G.91, jehož kompletním překonstruováním vznikl. Hlavní rozdíl představoval pohon dvěma proudovými motory, oproti jednomu u původního typu.

## Vznik a vývoj
G.91 byl výkonnější verzí Fiatu G.91, jejíž vznik financovala italská vláda. Byl založen na jeho dvoumístné cvičné verzi G.91T, jejíž pohonná jednotka, proudový motor Bristol Siddeley Orpheus, byla nahrazena dvěma motory General Electric J85 s přídavným spalováním, které poskytovaly o 60 % zvýšený tah v porovnání s jednomotorovou variantou. Dalšího zvýšení výkonů bylo dosaženo strukturálními modifikacemi, které snížily hmotnost draku, a dodatečná palivová nádrž v místě původního zadního kokpitu verze G.91T vedla k prodloužení doletu. Manévrovací schopnosti byly vylepšeny instalací automatických slotů na náběžné hraně křídla.
Avionické vybavení G.91 bylo podstatně modernizováno instalací řady systémů amerického, britského a kanadského původu, licenčně produkovaných v Itálii.
Letové zkoušky tří předsériových kusů byly úspěšné, a jeden ze strojů při nich dosáhl maximální rychlosti M = 0,98. Bylo ale zjištěno třepetání, kterému bylo u sériových letounů zamezeno mírným zvednutím umístění vodorovné ocasní plochy.

### Výroba

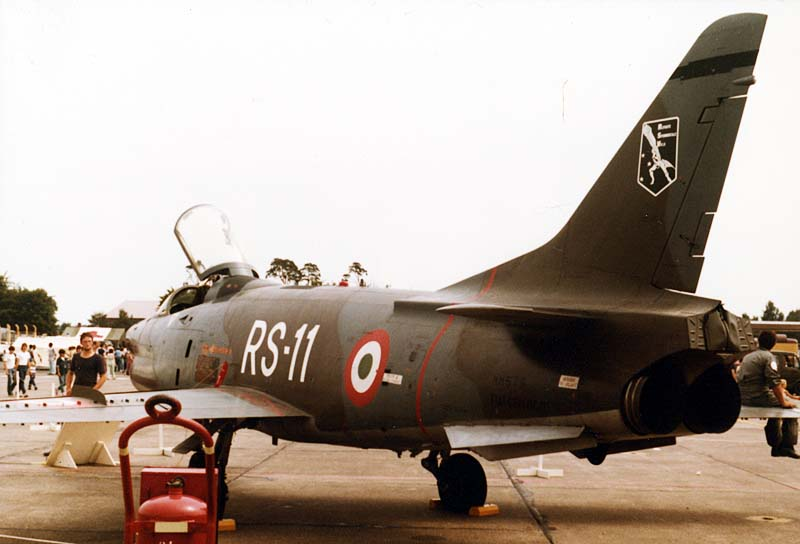
G.91Y na základně Ramstein, 1986.

Po dvou prototypech následovala zakázka na dvacet předsériových kusů, a první předsériový „Yankee“, jak se letounu přezdívalo, vzlétl v červenci 1968, ale vývoj trval ještě poněkud déle. 
Původní objednávka na 55 kusů byla výrobcem splněna v březnu 1971, v době kdy se již jeho název změnil na Aeritalia, po sloučení Fiatu se společností Aerfer v březnu 1969. Zakázka byla zvýšena na celkem 75 kusů, ale nakonec bylo dodáno jen 67 kusů.
Italské letectvo totiž rozdělilo objednávku sériových exemplářů na dvě výrobní série, nejprve 35 letounů, následovaných 20 dalšími, jejichž počet byl posléze snížen na 10. Poslední vyrobený kus byl předán okolo poloviny roku 1976, takže celková výroba zahrnovala 2 prototypy, 20 předsériových a 45 sériových kusů. Typ nebyl úspěšný na exportních trzích, a italské ozbrojené síly tak zůstaly jediným zákazníkem.
Typ byl u Aeronautica Militare zařazen do služby v roce 1970 nejprve u 101. gruppo 8. storma v Cervii-St.Giorgio, a později od roku 1974 u 13. gruppo 32. storma v Brindisi. Tyto „gruppi“ (italský ekvivalent perutí, obvykle vybavené 18 letouny) zůstaly jako jediné útvary vybavené typem G.91Y, který užívaly v průzkumné i útočné roli, jak nad pevninou tak nad mořem, až do počátku 90. let 20. století, kdy jej u nich nahradily letouny AMX International AMX.

## Varianty
G.91Y
Prototyp a hlavní výrobní verze.
G.91YT
Plánovaná dvoumístná cvičná varianta.
G.91YS
Prototyp s modernizovanou avionikou a dvěma dalšími závěsnými body pod křídlem pro řízené střely AIM-9 Sidewinder, který byl nabízen Švýcarským vzdušným silám. Poprvé vzlétl 16. října 1970, a později byl přestavěn zpět do podoby sériového G.91Y.

## Uživatelé
- Itálie
  - Aeronautica Militare

## Vystavené exempláře
Jeden Fiat G.91Y je vystaven v Muzeu italského letectva ve Vigna di Valle nedaleko Říma.

## Specifikace

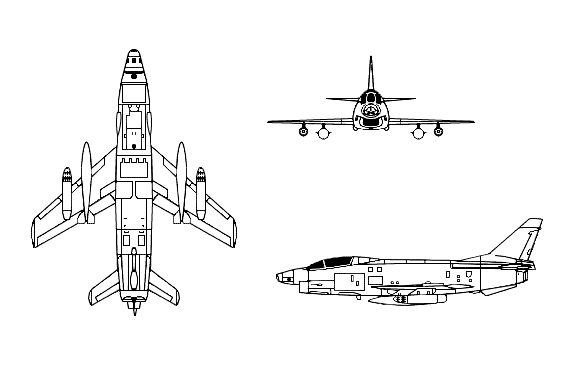
Třípohledový nákres G.91Y

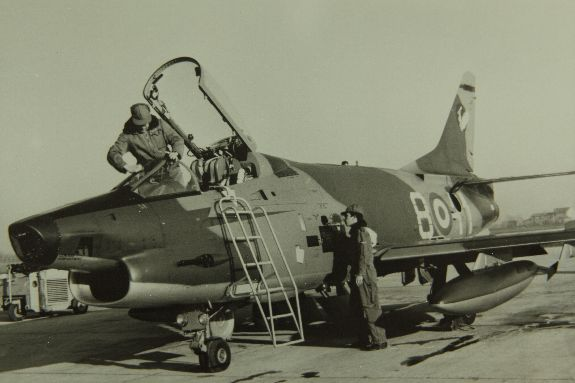
Fiat G-91Y

Údaje podle The Observer's Book of Aircraft

### Technické údaje
- Osádka: 1
- Rozpětí křídla: 9,01 m
- Délka: 11,67 m
- Výška: 4,43 m
- Plocha křídla: 18,13 m²
- Hmotnost prázdného stroje: 3 900 kg
- Vzletová hmotnost: 7 800 kg
- Maximální vzletová hmotnost: 8 700 kg
- Pohonná jednotka: 2 × proudový motor General Electric J85-GE-13A
- Výkon pohonné jednotky: 18,15 kN tahu (s přídavným spalováním)[3]

### Výkony
- Maximální rychlost: 1 110 km/h
- Maximální dolet: 3 400 km
- Praktický dostup: 12 500 m
- Stoupavost: 83,36 m/s
- Zatížení křídla:  480 kg/m²
- Poměr výkon/hmotnost: 0,47 při maximální hmotnosti

### Výzbroj
- 2 × 30mm kanón DEFA
- 1 814 kg pum nebo jiné výzbroje na 4 podkřídelních závěsnících